# ビリー・ビンガム
ビリー・ビンガム MBE（Billy Bingham MBE, 1931年8月5日 - 2022年6月9日）は、北アイルランドの元サッカー選手、サッカー指導者。ポジションはミッドフィールダー。

## 経歴

### 選手時代
ビンガムは小柄な体格ながら、スピードとテクニックを有した右ウイングとして活躍した。1948年にグレントランFCで選手経歴を開始すると、1950年にイングランドのサンダーランドAFCへ移籍し8シーズンの間にリーグ戦227試合で47得点を記録。1958年からはルートン・タウンFCへ移籍し、翌1959年のFAカップ優勝に貢献した。1961年にルートンが2部リーグへ降格すると、￡ 15000の移籍金でエヴァートンFCへ移籍し、1963年のリーグ優勝に貢献した。選手経歴の晩年はポート・ヴェイルFCでプレーをしたが、脚の怪我が原因で1965年に現役を引退した。
北アイルランド代表としては、1951年に代表デビュー。1958年のFIFAワールドカップ・スウェーデン大会では主将のダニー・ブランチフラワーらと共に、同国の準々決勝進出に貢献した。そして1963年に代表から退くまで国際Aマッチ56試合に出場し10得点を記録した。

### 監督時代
引退後は指導者の道へ進み、古巣のエヴァートンや北アイルランド代表やギリシャ代表などの監督を歴任した。1980年に10年ぶりに北アイルランド代表監督に就任すると、同国を1958年のスウェーデン大会以来となるワールドカップ出場に導いた。1982年のFIFAワールドカップ・スペイン大会では、1次リーグで開催国のスペインを1-0で下し2次リーグ進出に導いた。また1986年のFIFAワールドカップ・メキシコ大会出場にも導くなど、1993年までの長きに渡って監督職を務めた。

## 受賞歴
- 大英帝国勲章 (1981年)
- FA功労者表彰 (1994年)
- FIFA功労者表彰 (2004年)